# Ашуг Валех
Ашуг Валех (азерб. Aşıq Valeh), настоящее имя Сефи — азербайджанский ашуг XVIII века.
Ашуг Валех — прадед азербайджанского тариста и музыканта Гурбана Примова.

## Биография
«Валех» является псевдонимом ашуга, его настоящее имя Сефи, а отца звали Мухаммед. Он родился в 1729 году в селении Гюлаблы Карабахского ханства. В восемь лет отец отдал его в школу моллы Махмуда, чтобы тот дал сыну хорошее образование. В 14 лет он изучил Коран, но отказался быть моллой.
Получив разрешение отца, Сефи становится учеником видного в то время ашуга Самеда, который научил его искусству игры на сазе и поэзии. Ашуг Самед брал его с собой на меджлисы (собрания), и существует версия, что именно Ашуг Самед дал ему псевдоним «Валех», что означает «быть влюблённым». В своём произведении «Вюджуднаме» поэт описывает своё детство, юность, тот период жизни, когда он учился в школе, когда влюбился в 15 лет, когда женился, про страны, где он был, про людей с которыми виделся. Так, например, поэт-ашуг пишет:
Səkkizdə, doqquzda Quranı seçdim,

On yaşında yaxşı-yamanı seçdim.

On birimdə Quran kitabı seçdim,

On beşimdə sərim doldu sevdaya.
Или:
Valeh ləqəbimdir, Səfidir adım,

Allahı sevənlər, budur muradım… (азерб.)
Лирика Ашуг Валеха оказала влияние на дальнейшее развитие письменной азербайджанской литературы. Он поддерживал тесные связи со знаменитым азербайджанским поэтом и политическим деятелем того времени, везирем Карабахского ханства Молла Панах Вагифом, с которым дружил и вёл поэтические беседы. В одном из своих стихов, написанном в 1807 году о Вагифе, Валех пишет:
Ustad Səməd sənətdə bir dağ idi,

Kələntərli Alı fəndli bağ idi.

On il əvvəl Molla Pənah sağ idi,

Valeh kimi aşıqlar ustadı var. (азерб.)
Валех виделся, беседовал и с другими поэтами своего времени. Среди них Ашуг Джалал, Устад Самед, Ашуг Фейзулла, Масум Эфенди, Ашуг Гамбар, поэт Абдулла Джанызаде.
Скончался в 1822 году и похоронен на древнем кладбище вместе со своей супругой Зарнигяр Дербендли.

### на азербайджанском
- Фиридун-бек Кочарли. Азербайджанская литература (Azərbaycan ədəbiyyatı). — Баку, 1978. — 320-333 с.
- Azərbaycan Ədəbiyyatı İnciləri, Bayatı,/Qoşma, Təcnis. — Баку, 1988. — С. 88, 199.
- Azərbaycan aşıqları və el şairləri. — Баку, 1983. — С. 126—142.